# スウィート・ジェーン
「スウィート・ジェーン」（Sweet Jane）は、ヴェルヴェット・アンダーグラウンドが1970年に発表した楽曲。ルー・リードのライブの定番曲の一つ。ローリング・ストーンの選ぶオールタイム・グレイテスト・ソング500では294位にランクされている。

## 概要
1970年11月15日発売の4作目のアルバム『ローデッド』に収録。既に前年の1969年にライブで演奏されていた作品であるが、アルバムにはブリッジの部分（Heavenly wine and roses / Seem to whisper to her when he smile）はカットされて収録された。
フル・バージョンは1995年9月26日発売のボックス・セット『Peel Slowly and See』において初めて公表された。『ローデッド』の現行のリマスター盤や45周年アニバーサリー盤ではオリジナル・バージョンはフル・バージョンに差し替えられているほか、初期のテイクも収められている。
ニ長調（D）の楽曲であるが、ホ長調（E）で演奏されたライブ・バージョンがいくつか存在する（ルー・リードのライブ・アルバム『Rock 'n' Roll Animal』、『Live: Take No Prisoners』）。

## ライブ・バージョン
| アルバム名                          | アーティスト名                     | 録音時期と場所                      | 発売日         |
| ----------------------------------- | ---------------------------------- | ----------------------------------- | -------------- |
| 1969: The Velvet Underground Live   | ヴェルヴェット・アンダーグラウンド | 1969年11月、サンフランシスコ        | 1974年9月      |
| Live at Max's Kansas City           | ヴェルヴェット・アンダーグラウンド | 1970年8月23日、ニューヨーク         | 1972年5月30日  |
| American Poet                       | ルー・リード                       | 1972年12月26日、ニューヨーク        | 2001年6月26日  |
| Rock 'n' Roll Animal                | ルー・リード                       | 1973年12月21日、ニューヨーク        | 1974年2月      |
| Live: Take No Prisoners             | ルー・リード                       | 1978年5月17日 - 21日、ニューヨーク  | 1978年11月     |
| Live in Italy                       | ルー・リード                       | 1983年9月、ヴェローナ、ローマ       | 1984年1月      |
| Live MCMXCIII                       | ヴェルヴェット・アンダーグラウンド | 1993年6月15日 - 17日、パリ          | 1993年10月26日 |
| Berlin: Live at St. Ann's Warehouse | ルー・リード                       | 2006年12月15日 - 16日、ニューヨーク | 2008年11月4日  |

## 主なカバー・バージョン
- モット・ザ・フープル - 1972年のアルバム『すべての若き野郎ども』に収録。翌1973年1月、シングルカットされた。
- ブラウンズヴィル・ステーション - 1973年のアルバム『Yeah!』に収録。
- ザ・ジム・キャロル・バンド - 1983年のアルバム『I Write Your Name』に収録。
- カウボーイ・ジャンキーズ - 1988年のアルバム『The Trinity Session』に収録。シングルカットされた。
- トゥー・ナイス・ガールズ - 1989年のアルバム『2 nice girls』に「Sweet Jane (with Affection)」として収録。シングルカットされた。
- BO GUMBOS - 1994年のアルバム『The King of Rock'n'Roll』に収録。